# エアシー・バトル
エアシー・バトル（英語: AirSea Battle, ASB）は、アメリカ海・空軍が共同で策定した軍事コンセプト。2015年以降は、「国際公共財におけるアクセスと機動のための統合構想」（Joint Concept for Access and Maneuver in the Global Commons, JAM-GC）と改称された。

## 概要
イランの軍事的能力の強化や米中間における軍事的衝突の潜在的可能性を踏まえて、西太平洋とペルシャ湾において仮想敵国の接近阻止・領域拒否（A2/AD）に対抗する必要が認識されるようになった。陸軍がアフガニスタン紛争・イラク戦争に集中せざるを得ない状況の下、2009年に海・空軍が共同で研究に着手したのが本コンセプトであった。
2010年の4年毎の国防見直し（QDR）において、対中戦略の一環としてA2/ADに対抗するための作戦コンセプトとして統合ASB構想（Joint Air-Sea Battle Concept, JASBC）が提唱された。また2012年1月には、ASBを下位構想として包摂する形で統合作戦アクセス構想（Joint Operational Access Concept, JOAC）が公表された。ただし戦力投射後の敵撃破は被投射戦力（軍種）の命題とされて、陸軍による検討が待たれていた。これに応じて、2014年より、陸軍のキャプストーン・ドクトリンである多領域作戦（MDO）に組み込むための検討が開始された。
2015年には、ASBの名称は「国際公共財におけるアクセスと機動のための統合構想」（Joint Concept for Access and Maneuver in the Global Commons, JAM-GC）に変更された。